# Iuri Surkov
Iuri Surkov (en rus: Юрий Сурков) (Almati, 4 de novembre de 1970) és un ciclista kazakh que fou professional del 1994 al 2003. Ha corregut també sota llicència russa i moldava.

## Palmarès
- 1992
  - 1r a la Volta a Xile
- 1993
  - Vencedor de 2 etapes al Trofeu Joaquim Agostinho
- 1994
  - 1r al Gran Premi Abimota i vencedor de 2 etapes
- 1998
  - Vencedor d'una etapa a la Volta a Portugal
- 1999
  - Vencedor d'una etapa al Tour de l'Iran
- 2000
  - 1r al Trofeu Joaquim Agostinho
  - Vencedor d'una etapa a la Volta a l'Alentejo